# Radětice (Tábori járás)
Radětice település Csehországban, a Tábori járásban. Radětice Rataje, Bernartice, Dražíč, Haškovcova Lhota, Bechyně és Borovany településekkel határos. Lakosainak száma 244 fő (2024. január 1.).

## Népesség
A település lakosságának változását az alábbi diagram mutatja:
| Lakosok száma | 581  | 543  | 550  | 362  | 302  | 245  | 231  | 224  | 227  | 244  |
|               | 1869 | 1890 | 1921 | 1950 | 1980 | 2001 | 2017 | 2019 | 2022 | 2024 |